# Rouzbeh Arghavan
Rouzbeh Arghavan (in persiano روزبه ارغوان‎; Bojnurd, 18 maggio 1988) è un cestista iraniano.

## Carriera
Con l'Iran ha disputato i Campionati mondiali del 2014 e due edizioni dei Campionati asiatici (2013, 2017).